# توماس هاريسون (مهندس معماري)
كان توماس هاريسون (7 أغسطس (عُمّد) 1744- 29 مارس 1829) مهندس عمارة وجسور إنجليزي تمرّن في روما، حيث درس العمارة الكلاسيكية. عندما عاد إلى إنجلترا، فاز بمسابقة في 1782 لتصميم جسر سكيرتن في لانكاستر. بعد الانتقال إلى لانكاستر، عمل على مبان محلية، وتلقى تكليفات ببناء جسور إضافية، وصمم بيوتًا ريفية في إسكتلندا. في 1786، طُلب من هاريسون تصميم مبان جديدة ضمن أراضي قلعتي لانكاستر وتشستر، وهي مشاريع شغلته –رفقة أعمال أخرى- حتى عام 1815. أنشأ في كلا الموقعين مسكنًا للسجناء، ومحاكم، وقاعة مقاطعة، بينما كان يعمل على مختلف المباني العامة الأخرى، نوادي الرجال، والكنائس، والمنازل، والأضرحة في أماكن أخرى. كان تكليفه الكبير الأخير تصميم جسر غروسفينور في تشستر.
كانت بعض تصاميم هاريسون، بما فيها مبانيه في قلعة لانكاستر، قوطية النمط، لكن معظمها كان كلاسيكيًا جديدًا، ولا سيما تلك التي في قلعة تشستر. اعتُبر آنذاك، ومنذ ذلك الحين، مؤثرًا رئيسًا في ظهور الإحياء الإغريقي في العمارة البريطانية. تضمن جسر صممه في بداية حياته المهنية، وآخر صممه في أواخرها، ميزات إبداعية، فكان جسر سكيرتن أول جسر هام في إنجلترا يحمل طريقًا معبدة مسطّحة، وكان جسر غروسفينور أطول جسر أحادي القنطرة من الحجارة في العالم في زمن بنائه. ما زال العديد من مباني هاريسون موجودًا، ومعظمها صنفته هيئة التراث الإنجليزي ضمن المباني المدرجة. على الرغم من أن أعماله تلقت إعجابًا على مستوى البلاد، أمضى حياته المهنية كاملة في شمال غرب إنجلترا، ولم يزر لندن إلا عرضيًا، وكانت معظم مبانيه في لانكشاير وتشيشاير، والمقاطعات المجاورة.

## نشأته وتدريبه

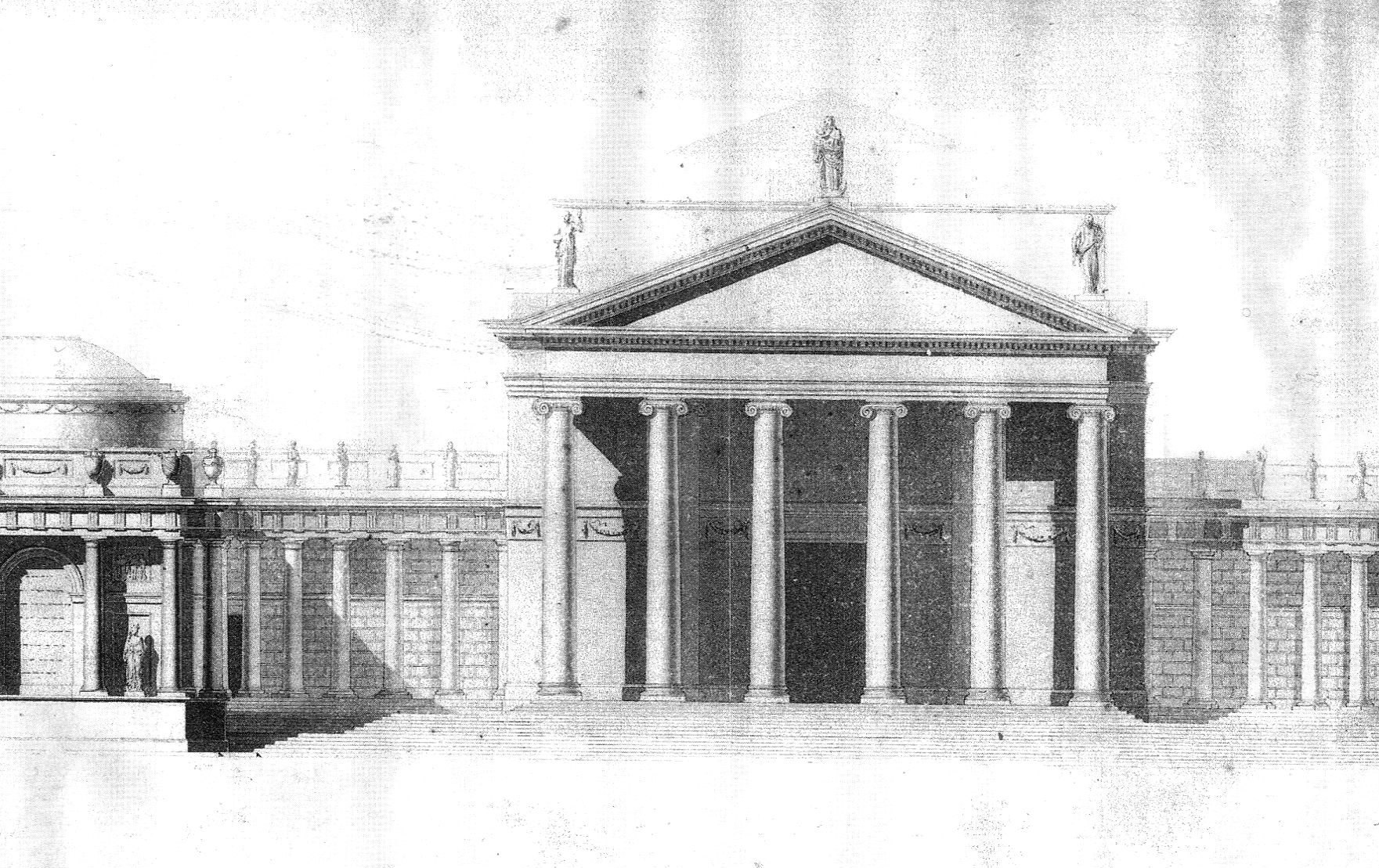
ساحة ديل بوبولو روما

وُلد توماس هاريسون في ريتشموند بيوركشاير، إنجلترا، ابنًا لنجار تركيب اسمه توماس. تاريخ ميلاده الدقيق مجهول، لكن يُرجح أنه عُمد في 7 أغسطس 1744. لا يُعرف إلا القليل عن نشأته، فيما عدا أنه ارتاد مدرسة ريتشموند الإعدادية، ويُفترض أنه عمل مع أبيه. في 1769، رعاه مالك أراضٍ محلي اسمه السير لورانس دونداس من أسكي هول لينضم إلى جورج كويت (الذي صار لاحقًا رسام مشاهد طبيعية) ليدرس في روما. درس فيها بأكاديمية سان لوقا، وفي خلال سنواته السبع في روما، رسم –إلى جانب أنشطة أخرى- لوحات للهياكل الرومانية، بما فيها المعابد وعمود تراجان. في 1770، قدم هاريسون تصميمًا للبابا كليمنت الرابع عشر لتحويل فاتيكان كورتيلي ديل بيلفيديري إلى متحف للتماثيل العتيقة. و«نال ذلك استحسانًا لكنه لم يُعتمد في النهاية». بعد ثلاث سنوات شارك في مسابقة الأكاديمية لإعادة تخطيط ساحة بياتزا ديل بوبولو. لم يكن تصميمه ناجحًا، لكنه عُرض في الأكاديمية الملكية في 1777. بعد فشل هذا التصميم في تحصيل القبول، قدم التماسًا إلى البابا وحصل على ميداليات فضية وذهبية ودخل أكاديمية دي ميريتو. أوكل إليه البابا بعد ذلك تعديل خزانة كاتدرائية القديس بطرس، لكن البابا توفي قبل أن يبدأ العمل. عاد هاريسون إلى إنجلترا في 1776، عبر فرنسا على الأرجح، ورسم لوحات للأبنية في نيم وباريس. أنتج تصاميم لجسر وشارع في لندن، والتي لم تلقَ قبولًا، وعاد إلى ريتشموند في 1778.

## أعماله

### الجسور
كانت الأعمال الكبرى التي نفذها هاريسون في بداية حياته المهنية ونهايتها جسورًا: جسر سكيرتن في لانكاستر وجسر غروسفينور في تشستر، وضم كلاهما ميزات إبداعية. في 1782، فاز بالجائزة الأولى في مسابقة لتصميم جسر يعبر نهر اللون في لانكاستر ليحل محل جسر قروسطي. بعد بعض التعديلات على التصميم، وُضع حجر الأساس في يونيو 1783، وتم بناء جسر سكيرتن في سبتمبر 1787، بتكلفة بلغت 14,000 جنيه استرليني (ما يعادل 1.890.000 جنيه استرليني في 2021). حُمل الجسر على خمس قناطر بيضوية، وكان أول جسر في إنجلترا سطحه طريق مسطحة. تلقى هاريسون لاحقًا تفويضات أخرى لبناء جسور، بما فيها جسر سانت ماري في ديربي (1788- 1793)، وجسر هارينغتون قرب ساولي بديربيشاير (1789- 1790)، وجسر سترامونغيت في كيندل بكومبريا (1791- 1794)، وأعقبت ذلك جسور أصغر في لانكاشاير وتشيشاير. عُين بصورة غير رسمية في منصب سيد جسور لانكاشاير، وبعد أن قام بواجبات مسّاح الدولة في تشيشاير منذ 1800، عُين رسميًا في المنصب في 1815. ضمت جسور هاريسون اللاحقة في تشيشاير جسر ميرسي في وارينغتون (1812- 1817) وجسر كرانيج قرب كنيسة هولمز (1815- 1816). كان هذان الجسران الوحيدين من تصميمه الذين بُنيا بالخشب بدلًا من الحجر، واستُبدل كلاها. كانت الجسور االأولى من نوعها في إنجلترا، وكانت جسوره الوحيدة التي اعتُبرت «إخفاقات». في خلال حياته المهنية، استُشير هاريسون بخصوص تصميم جسور أخرى في البلاد.
بالقرب من نهاية حياته المهنية، عمل هاريسون على جسرين في تشستر. في ذلك الوقت، كان معبر الطريق الوحيد فوق نهر دي جسر أولد دي القروسطي، والذي كان يستحيل غير ملائم لحجم حركة السير المتزايد. في 1825، أضاف هاريسون ثلاث قناطر جديدة على الجانب العلوي من الجسر، وبنى ممر مشاة مطنّف، على الجانب العلوي أيضًا. في هذه الأثناء، كانت المفاوضات جارية على جسر أكثر رسوخًا بكثير. في 1825، أقر البرلمان قرار بناء جسر غروسفينور باتجاه مجرى النهر من جسر أولد دي. لتوفير الوصول إلى الجسر الجديد، كان لا بد من هدم ممتلكات، بما فيها كنيسة، وشارك هاريسون في تصميم الطريق الجديد إلى الجسر، والذي سُمي بشارع غروسفينور. أعدّ كذلك ثلاث خطط مختلفة للجسر، واحدة بالحديد والبقية بالحجر، وكان لأحد الجسور الحجرية ثلاث قناطر، وللآخر قنطرة منفردة تمتد 200 قدمًا (61 مترًا). كان جسر القنطرة الواحدة أطول جسر حجري بقنطرة واحدة في العالم آنذاك، وحامت الشكوك حول ثباته. دعم المهندسان جيمس تروبشو وجون ريني تصميم هاريسون، وصنع تروبشو نموذجًا من الحجر الجيري للجسر لإثبات ثباته. بحلول هذا الوقت كان هاريسون قد جاوز الثمانين من عمره، وفي عام 1826 استقال من توكيله. لاحقًا في ذلك العام، قيم توماس تيلفورد التصميم، ووافق مجلس البلدة عليه لاحقًا. كان تروبشو مسؤولًا عن البناء، رفقة جيسي هارتلي بصفة كاتب أشغاله. وُضع حجر الأساس في 1827 بيد إيرل غروسفينور (الذي سُمي الجسر تيمنًا بعائلته)، وبدأ العمل في العام التالي. افتُتح رسميًا في 1832 على يد الملكة فيكتوريا، وبدأت حركة السير بعبوره في العام التالي. كانت التكلفة الإجمالية للجسر أقل من 50.000 جنيه استرليني بقليل (ما يعادل 5.000.000 جنيه استرليني في 2021). لم يعِش هاريسون ليراه مكتملًا، ذلك أنه توفي في 1829.